# Las tres mellizas
Las tres mellizas (en catalán Les tres bessones) es una serie de dibujos animados, basada en las historias creadas por Roser Capdevila en 1983, inspirándose en sus propias hijas. Después de protagonizar diversas colecciones de cuentos, los personajes hicieron el salto a la televisión en 1995 en una serie coproducida por la productora Cromosoma y TV3. 
En Cataluña, la ficción fue emitida en el canal Super 3 en catalán. En el resto de España, fue retransmitida por La 2 y Clan. En Hispanoamérica fue retransmitida por Cartoon Network.

## Argumento
Anna, Helena y Teresa son trillizas que, cada vez que cometen alguna travesura, son castigadas por la Bruja Aburrida, la cual las envía a diversos cuentos o sucesos de la historia para que aprendan una lección. Allí, deben ayudar a los personajes del cuento si quieren salir del mismo y no quedar atrapadas, principal objetivo de la bruja. Teresa, la más astuta de las trillizas, siempre consigue salvar la situación mediante su argucia para poder escapar de la Bruja Aburrida.

## Historia
En 1983, Roser Capdevila empezó a crear estas historias basadas en sus trillizas (nacidas en 1969). El éxito fue tal que no tardaron en publicarse en varios países y, dos años más tarde, se incorporó el personaje de la Bruja Aburrida para formar la colección de cuentos clásicos.
La serie, dirigida a un público de entre 5 y 10 años, pretende enseñar valores morales y son una lección de historia educacional para toda la familia. En 2003, la serie de televisión constaba de 104 episodios, mientras que la Bruja Aburrida (1999-2000) - que hizo su propia serie - llegó a 52. Han sido traducidos a 35 idiomas diferentes y se han visionado en 158 países o territorios.
En 2005 salió la película para la televisión con el título Las tres mellizas y el enigma de Don Quijote.
Las tres mellizas también aparecieron en un par de comerciales de la empresa Danone.
Otra serie que se ha hecho ha sido Las tres mellizas bebés (2005); ésta ha sido la última aparición en televisión de Las tres mellizas hasta el momento. 
Desde 2020 se está desarrollando un reboot de la serie de animación basada en los populares personajes después de que la creadora de los mismos recuperara la propiedad intelectual de la obra a finales del 2017 tras un litigio de cerca de cuatro años con la productora Cromosoma. Esta nueva ficción contará con un total de 52 nuevos episodios de 11 minutos de duración aproximadamente, divididos en dos temporadas.

## Personajes

### Personajes principales
- Teresa: Trilliza que viste de rosa. Normalmente ejerce como líder del grupo, es la más inteligente de las tres, y siempre piensa un plan para salir de los líos.
- Helena: Trilliza que viste de verde. Es muy glotona y solamente piensa en comer, pero a la vez muy activa.
- Anna: Trilliza que viste de azul. La mayor de las tres. Es muy enamoradiza, y se suele prendar de los personajes que conocen.
- La Bruja Aburrida: Una bruja que disipa su aburrimiento castigando a las mellizas, enviándolas con su magia a un cuento cuando hacen alguna travesura. Ella misma suele aliarse con el antagonista de cada cuento para que las mellizas no logren llegar al final y se queden para siempre atrapadas en él. A pesar de su rol de antagonista, no es un personaje intrínsecamente malvado, y siempre cumple con su palabra de devolverlas a su mundo. Su nombre de pila es Aburrida y tiene 699 años de edad (en el último episodio 700), según se menciona en la serie.
- El Búho: Es la mascota de la Bruja Aburrida, un pájaro nervioso y sensato que necesita café para mantenerse despierto de día. Suele hacer de voz de la conciencia y de la sensatez para su dueña.
- Los Ratones: Tres ratones que siempre acompañan a las Mellizas. No tienen una gran participación en la serie, y suelen ser vistos en pequeñas escenas en las que parodian elementos de la historia.

### Personajes secundarios
- Los Padres de las Mellizas: El padre y la madre de las chicas, quienes cada vez que ellas hablan sobre sus aventuras, piensan que sus hijas tienen una gran imaginación.
- La Maestra: Profesora de las mellizas en la escuela.
- La Abuela de las Mellizas: Abuela de las niñas, vive en una casa en el campo, donde sus nietas suelen estar de visita.

## Episodios
Las Tres Mellizas se encuentran involucradas en una historia diferente en cada episodio, ya sean clásicos cuentos de hadas, novelas, o conociendo a personajes históricos.
Los títulos de los episodios siempre comenzaban con "Las tres mellizas y..." (o "Las tres mellizas en..." si visitaban un lugar).
| - Capítulo 01: Pulgarcito (1995) - Capítulo 02: Blancanieves (1995) - Capítulo 03: Cenicienta (1995) - Capítulo 04: Alí Babá y los cuarenta ladrones (1995) - Capítulo 05: Juan sin miedo (1995) - Capítulo 06: El soldadito de plomo (1995) - Capítulo 07: La princesa y el guisante (1995) - Capítulo 08: El flautista de Hamelín (1995) - Capítulo 09: Barbazul (1995) - Capítulo 10: Hansel y Gretel (1995) - Capítulo 11: Los tres cerditos (1995) - Capítulo 12: El traje nuevo del emperador (1995) - Capítulo 13: Caperucita Roja (1995) - Capítulo 14: El patito feo (1996) - Capítulo 15: Aladino y la lámpara maravillosa (1996) - Capítulo 16: Los siete samuráis (1996) - Capítulo 17: Los músicos de Bremen (1996) - Capítulo 18: El dragón rojo (1996) - Capítulo 19: La bella durmiente (1996) - Capítulo 20: El gato con botas (1996) - Capítulo 21: Don Quijote de la Mancha (1996) - Capítulo 22: Pinocho (1996) - Capítulo 23: San Jorge y el dragón (1996) - Capítulo 24: El ladrón de Bagdad (1996) - Capítulo 25: Las habichuelas mágicas (1996) - Capítulo 26: Los caballeros de la tabla Redonda (1996) - Capítulo 27: El mago de Oz (1997) - Capítulo 28: La isla del tesoro (1997) - Capítulo 29: Sandokán (1997) - Capítulo 30: Oliver Twist (1997) - Capítulo 31: Helena de Troya (1997) - Capítulo 32: Robinson Crusoe (1997) - Capítulo 33: Robin Hood (1997) - Capítulo 34: La Atlántida (1997) - Capítulo 35: El libro de la selva (1997) - Capítulo 36: Viaje al centro de la Tierra (1997) - Capítulo 37: Merlín (1997) - Capítulo 38: Búfalo Bill (1997) - Capítulo 39: Ulises (1997) - Capítulo 40: Romeo y Julieta (1998) - Capítulo 41: King Kong (1998) - Capítulo 42: Tarzán (1998) - Capítulo 43: Leonardo da Vinci (1998) - Capítulo 44: Los tres mosqueteros (1998) - Capítulo 45: Cleopatra (1998) - Capítulo 46: Cristóbal Colón (1998) - Capítulo 47: El hombre de Cromañón (1998) - Capítulo 48: El lobo y los siete cabritillos (1998) - Capítulo 49: Las minas del rey Salomón (1998) - Capítulo 50: El hombre de Mayapán (1998) - Capítulo 51: Marco Polo (1998) - Capítulo 52: Frankenstein (1998) - Capítulo 53: Veinte mil leguas de viaje submarino (1999) - Capítulo 54: Kim de la India (1999) - Capítulo 55: Amadeus Mozart (1999) - Capítulo 56: Papá Noel (1999) - Capítulo 57: El circo (1999) - Capítulo 58: En el espacio (1999) - Capítulo 59: Colmillo Blanco (1999) - Capítulo 60: Tom Sawyer (1999) - Capítulo 61: La balalaica de cristal (1999) - Capítulo 62: El fantasma de la Ópera (1999) - Capítulo 63: Moby Dick (1999) - Capítulo 64: En África (1999) - Capítulo 65: La vuelta al mundo en 80 días (1999) | - Capítulo 66: La flauta mágica - Capítulo 67: La ratita presumida - Capítulo 68: Garbancito - Capítulo 69: El tamborilero del Bruch - Capítulo 70: El taller de Gaudí (1.ª parte de Gaudí) - Capítulo 71: Los fantasmas de La Pedrera (2.ª parte de Gaudí) - Capítulo 72: Sherlock Holmes - Capítulo 73: La hormiga y la cigarra - Capítulo 74: El cuento de la lechera - Capítulo 75: Cyrano de Bergerac - Capítulo 76: El mundo del cine - Capítulo 77: El indio Gerónimo - Capítulo 78: En el Everest - Capítulo 79: Vincent van Gogh - Capítulo 80: Gutenberg - Capítulo 81: La gaita maravillosa - Capítulo 82: Cueva Xuroi - Capítulo 83: Watt y la máquina de vapor - Capítulo 84: Thor el vikingo - Capítulo 85: Velázquez - Capítulo 86: El sastrecillo valiente - Capítulo 87: La bella y la bestia - Capítulo 88: Guillermo Tell - Capítulo 89: Capitanes intrépidos - Capítulo 90: Zeila la gacela - Capítulo 91: La sirenita - Capítulo 92: La flor Romanial - Capítulo 93: El Dr. Jekyll y Mr. Hyde - Capítulo 94: El príncipe y el mendigo - Capítulo 95: Tristán e Isolda - Capítulo 96: La reina de las nieves - Capítulo 97: Agatha Christie - Capítulo 98: El príncipe feliz - Capítulo 99: Tutankamón - Capítulo 100: La máquina del tiempo - Capítulo 101: Piratas - Capítulo 102: Holet el duende - Capítulo 103: El hombre invisible - Capítulo 104: La fiesta de cumpleaños |

## Doblaje
| Personaje      | Voz original en catalán | Voz original en catalán |
| Personaje      | Primera temporada       | Segunda temporada       |
| -------------- | ----------------------- | ----------------------- |
| Anna           | Teresa Soler            | Teresa Soler            |
| Teresa         | Mònica Padròs           | Mònica Padròs           |
| Helena         | Marta Barbarà           | Marta Barbarà           |
| Bruja Aburrida | Elsa Fábregas           | Elsa Fábregas           |
| Búho           | Manuel Lázaro           | Jordi Vila i Fernández  |

| Personaje             | Doblaje español   | Doblaje español        |
| Personaje             | Primera temporada | Segunda temporada      |
| --------------------- | ----------------- | ---------------------- |
| Anna                  | Ana María Camps   | Ana María Camps        |
| Teresa                | Noemí Bayarri     | Noemí Bayarri          |
| Helena                | Carmen Calvell    | Carmen Calvell         |
| Bruja Aburrida        | Roser Huguet      | Roser Huguet           |
| Búho                  | Francisco Alborch | Jordi Vila i Fernández |
| Maestra               | Rosa Guillén      | Rosa Guillén           |
| Madre de las mellizas | Ana Orra          | Ana Orra               |
| Padre de las mellizas | Vicente Gil       | Vicente Gil            |

| Personaje             | Doblaje al español de América | Doblaje al español de América |
| Personaje             | Primera temporada             | Segunda temporada             |
| --------------------- | ----------------------------- | ----------------------------- |
| Anna                  | Cristina Hernández            | Cristina Hernández            |
| Teresa                | Cristina Hernández            | Cristina Hernández            |
| Helena                | Cristina Hernández            | Cristina Hernández            |
| Bruja Aburrida        | Guadalupe Noel                | Guadalupe Noel                |
| Búho                  | Eduardo Tejedo                | Herman López                  |
| Maestra               | Rebeca Patiño                 | Rebeca Patiño                 |
| Madre de las mellizas | Anabel Méndez                 | Anabel Méndez                 |
| Padre de las mellizas | Rafael Rivera                 | Juan Alfonso Carralero        |

## Canción de apertura
La letra de la canción de apertura de los episodios es:

| Original en catalán Un, dos, tres, Som tres bessones, Us durem sols una estona, Viatjant al cor dels contes. Tres ratolins són els nostres veïns. Malgrat que fem trapelleries, Sempre sabem quan ja n'hi ha prou, I si la bruixa ens castiga, T'explicarem un conte nou. Un, dos, tres, Moltes vegades, Coneixem serps encantades, Llops i nans, ogres i fades, I un mussol que mai no saps què vol. Un, dos, tres, Vindrà la bruixa. Un, dos, tres, Si la dibuixes. Un, dos tres, Li farem bromes. Un, dos, tres, Les tres bessones. Un, dos, tres! | Versión en castellano Un, dos, tres, las tres mellizas, Un, dos, tres, veréis que risa, Vamos a contar un cuento, Tres ratoncitos vienen a escuchar. Aunque seamos muy traviesas, Obedecemos sin chistar, Y si la bruja nos castiga, Ya hay otro cuento que contar. Un, dos, tres, cuervos y ranas, Y serpientes encantadas, Lobos y enanos, ogros y hadas, Y hasta un búho que toma café. Un, dos, tres, vendrá la bruja, Un, dos, tres, si la dibujas, Un, dos, tres, veréis que risa, Un, dos, tres, las tres mellizas. ¡Un, dos, tres! | Versión latina Una, dos, tres, las tres mellizas siempre tres, hay triple diversión Buscamos aventuras en cualquier lugar, y a todos les brindamos amistad, En los cuentos siempre, nos inspiramos para poder jugar, aunque a veces hay problemas, que no podemos evitar. Uno, dos, tres, un mundo mágico, nuestra bruja, nos deja conocer, lobos y gigantes, princesas también, siempre hay algo nuevo que aprender. Uno, dos, tres, la bruja viene ya, nos dará, un rato sin igual, un, dos, tres, no se queden atrás, todos juntos vamos a disfrutar. |